# Jaromír Dragan
Jaromír Dragan (* 14. září 1963, Liptovský Mikuláš) je bývalý slovenský hokejový brankář, známý taktéž z dlouhého působení v týmu HC Košice.

## Reprezentace
V roce 1992 získal s československým národním týmem bronz na Zimních olympijských hrách v Albertville. Za slovenskou reprezentaci odehrál celkově 56 zápasů, startoval také na ZOH 1994. Na mistrovství světa v roce 1995, kdy Slovensko hrálo ještě ve skupině B, dopomohl k postupu do nejvyšší skupiny po výhře 4:3 nad Lotyšskem.
|                                   | Rok                                    | Celkem | Soupisky                                   |
| --------------------------------- | -------------------------------------- | ------ | ------------------------------------------ |
| Mistrovství světa v ledním hokeji | MS 1996 – 10. místo MS 1997 – 9. místo | 2x     | Soupiska MS 1996 Soupiska MS 1997          |
| Lední hokej na olympijských hrách | ZOH 1992 – · ZOH 1994 – 6. místo       | 2x     | Soupiska ZOH 1992 – ČSFR Soupiska ZOH 1994 |

### Další šampionáty
- Světový pohár – 1996 (1 zápas)
- Mistrovství světa – 1994 (0 zápasů), 1995 (7 zápasů)

## Ocenění
- 1995/1996 se stal nejlepším slovenským hokejistou